# 2021年合肥杀害男童案
合肥杀害男童案发生于2021年11月28日上午，案发地为中国安徽省合肥市庐阳区一小区。一女子董季萍趁一名15月大的男童的母亲不备，将男童从阜阳北路某蛋糕店中带至其所住小区后，从18楼楼顶扔下。男童坠地后重伤，尚未死亡，看到家人还伸手想要擁抱，当日18时许，经抢救无效死亡。根据事发地监控录像，董季萍一直在路上选择作案目标，最后选定受害男童。2021年12月1日晚，合肥市公安局庐阳公安分局发布通报称，已于28日12时30分许，将董某萍抓获，已刑事拘留。

## 凶犯
董季萍上过大学，化名“小苹果”，曾在2018年被认定为“精神残疾”，社区向其发放低保。根据多位居民的描述，该女子这几年几乎每天都在小区及周边溜达，没见她做过什么工作。该女子体型较胖、穿着不讲究，长期一人生活。出门常背一布袋包，不下雨也撑着伞，常常化比较夸张的妆容，眼线很长，口红涂到嘴唇外，打很重的腮红。有时一个辫子扎得要竖起来，有时扎两个，有时满头都是辫子。过去曾因扰民被警方控制。

## 反应
2021年12月1日，国家互联网信息办公室负责人约谈豆瓣网主要负责人、总编辑，责令其立即整改，严肃处理相关责任人。此外，北京市互联网信息办公室对豆瓣处以150万元人民币行政处罚。豆瓣自2021年12月2日0时至17日0时期间，暂停“小组”回复功能的使用，并暂停小组“精选”频道的内容更新。由于两起事件发生时间相近，许多网民认为，此次豆瓣被罚是因为部分小组内出现了与激进女性主义有关的言论。